# Konfrontation (1969)
Konfrontation är en svensk TV-film från 1969 i regi av Håkan Ersgård. I rollerna ses bland andra Christer Enderlein, Olle Ljungberg och Gunnar Ernblad.

## Rollista
- Christer Enderlein – Mårten, ockupationsledare
- Olle Ljungberg – Svante, ockupant
- Gunnar Ernblad – Leffe, ockupant
- Lilian Johansson – Mette, ockupant
- Ingvar Lagergren – Magnus, ockupant
- Else-Marie Brandt	– Håkans mamma
- George Fant – Svantes pappa
- Karin Hedström – Svantes mamma
- Gunnar Ekström – direktör för ASKEMA
- Bengt Gillberg – Yngve Brink, vicedirektör
- Hans-Eric Stenborg – den andre vicedirektören
- Svante Odqvist – polisbefäl
- Lena Gumaelius – journalist från Aftonbladet
- Åke Brodin – vaktmästare på ASKEMA
- Carl Gyllenberg – ilsken man i jägarhatt
- Solveig Andersson	– rödhårig ockupant
- Lena-Pia Bernhardsson – ockupant i randig tröja
- Hans V. Engström – ockupant i röd hjälm
- Mia Benson – ockupant i ljusblå tröja
- Agneta Ehrensvärd	– ockupant i mörkblå tröja
- Annika Alm – ockupant
- Vanja Blomkvist – ockupant
- Marienette Dahlin	– ockupant
- Hans Fredriksson – ockupant
- Barbara Gordan – ockupant
- Carl-Gustaf Heurling – ockupant
- Simone Jenhoff – ockupant
- Jan Johansson	– ockupant
- Christel Körner – ockupant
- Gunilla Larsson – ockupant
- Eva Millberg – ockupant
- Kent Millholt	– ockupant
- Birgitta Nordström – ockupant
- Rosita Palo – ockupant
- Dimitar Pernikliski – ockupant
- Claes-Göran Pernler – ockupant
- Simone Petersen – ockupant
- Bengt Pettersson – ockupant
- Laurence Plumridge – ockupant
- Per Sandborgh – ockupant
- Jan Svensson – ockupant
- Ulf Tauberman	– ockupant
- Ola Tingvall	– ockupant
- Lars Eric Wallin – ockupant
- Bengt Wendin – ockupant
- Marie-Louise Werklund	– ockupant
- Per Wiklund – ockupant
- Tom Zacharias – ockupant
- Håkan Englund	– barn

## Om filmen
Konfrontation producerades av Sigurd Jörgensen för Sveriges Television AB. Den fotades av Bengt Lindström, Alf Buhre, Lars Collander, Sten Rosenlund och Roland Sterner och premiärvisades den 24 november 1969 i TV1.